# 12012 Кітахіросіма
12012 Кітахіросіма (12012 Kitahiroshima) — астероїд головного поясу, відкритий 7 листопада 1996 року.
Тіссеранів параметр щодо Юпітера — 3,579.